# Sergio Lanziani
Sergio Enzo Lanziani (Campo Grande, Misiones, 3 de junio de 1960) es un ingeniero nuclear y político argentino. Fue secretario de Energía de la Nación Argentina desde el 10 de diciembre de 2019 hasta el 21 de agosto de 2020, cuando el ministro Matías Kulfas le pidió la renuncia.

## Biografía
Sergio Lanziani nació en Campo Grande, Misiones, en 1960. Cursó sus estudios primarios y secundarios en el Colegio Roque González, perteneciente a la Congregación del Verbo Divino. Obtuvo el título de ingeniero nuclear en el Instituto Balseiro y estudió ingeniería en el Instituto Tecnológico de Buenos Aires (ITBA). Realizó estudios de posgrado en la Escuela de Graduados de la Universidad de Buenos Aires (UBA) en áreas como finanzas, contabilidad empresarial y análisis de proyectos industriales. Fue profesor de la cátedra de Física en la Universidad Nacional de Misiones.
Se desempeñó como investigador en el Centro Atómico Constituyentes y fue consultor del Banco Mundial en proyectos de inversión social participativa. También asesoró a empresas y entidades gremiales en el desarrollo de proyectos industriales en la ciudad de Posadas y en la provincia de Misiones.
En el ámbito político, militó en la Unión Cívica Radical y fue candidato a intendente de Posadas en las elecciones de 2011. Posteriormente se desempeñó como ministro de Energía de la provincia de Misiones.

## Controversias
Durante su gestión como secretario de Energía de la Nación (diciembre de 2019 – agosto de 2020), en abril realizaba un allanamiento en Oberá, Misiones, a una dirigente social —Alicia Arruda— por presunta difusión de noticias falsas y violación de la cuarentena, la policía encontró a Lanziani durmiendo en esa vivienda, había estado en el lugar desde el 13 de marzo con autorización por razones familiares y laborales. 
Finalmente, Lanziani fue desplazado de su cargo el 21 de agosto de 2020 por decisión del ministro de Desarrollo Productivo, Matías Kulfas, y reemplazado por el diputado neuquino Darío Martínez.